# Edmond Galoppin
 (septembre 2014).
Si vous disposez d'ouvrages ou d'articles de référence ou si vous connaissez des sites web de qualité traitant du thème abordé ici, merci de compléter l'article en donnant les références utiles à sa vérifiabilité et en les liant à la section « Notes et références ».
Edmond Galoppin (1851-1919) est un architecte paysagiste belge. En tant qu'architecte-paysagiste de la commune de Schaerbeek, il a notamment eu la charge de dessiner le parc Josaphat de Schaerbeek ainsi que les plans de la place des Bienfaiteurs. Il a également remanié et redessiné en profondeur le parc du Palais d'Egmont, qui est aujourd'hui la propriété du ministère des affaires étrangères de Belgique. On lui doit encore le parc du Domaine de Groenenberg, situé à Leeuw-Saint-Pierre.

## Monuments à Bruxelles
Une avenue de la commune de Woluwé-Saint-Pierre (Bruxelles), située dans le parc de la Woluwe, porte son nom.
Un mémorial à Edmond Galoppin et à Gaston Bertrand (ingénieur communal) se trouve dans le parc Josaphat.